# Кулин, Айше
Айше Кулин (тур. Ayşe Kulin; род. 26 августа 1941, Стамбул) — турецкая писательница, журналистка, сценаристка, библиограф

 и продюсер; лауреат литературной премии имени Саита Фаика и премии Союза писателей Турции за лучший роман.

## Биография
Айше Кулин родилась 26 августа 1941 года в городе Стамбуле. Её отец, Мухиттин Кулин, босняк по происхождению, был одним из первых инженеров-строителей в столице, основавшим Государственный гидротехнический завод (DSİ) и вскоре был назначен первым директором этого предприятия. Её мать Ситаре Ханым, черкешенка, была внучкой одного из министров экономики Османской империи.

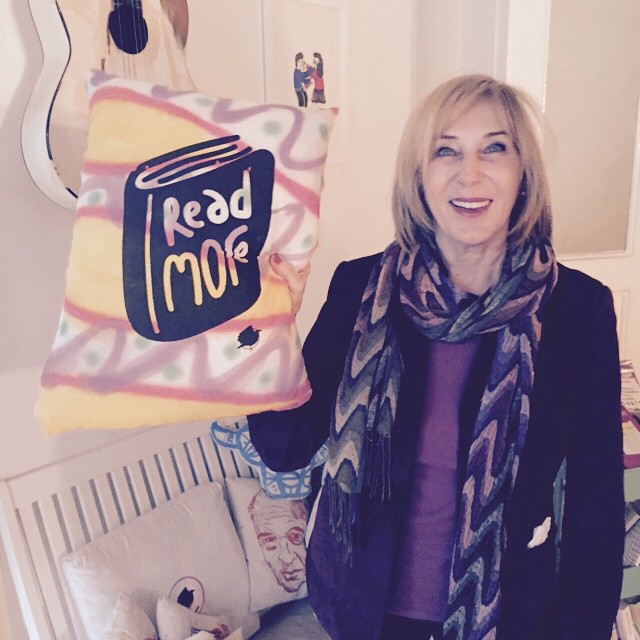
Айше Кулин (2015)

Айше Кулин успешно окончила столичный Американский колледж для девочек в Арнавуткёй.
В 1984 году она выпустила сборник рассказов под названием «Güneşe Dön Yüzünü». По рассказу из него под названием «Gülizar» в 1986 году был снят фильм под названием «Kırık Bebek», за который Кулин получила награду за сценарий от Министерства культуры и туризма Турецкой Республики.
После этого карьера Айше Кулин резко пошла в гору и она работала сценаристом, оператором и продюсером множества фильмов, телесериалов и рекламы.
В 1986 году она получила премию «Лучший оператор» от Ассоциации театральных писателей за работу в телесериале «Ayaşlı ve Kiracıları». В 1880-х она также брала уроки живописи у художника Юсуфа Тактака.
В 1996 году она написала биографию  турецкого певца и композитора Мюнира Нуреттина Сельчука под названием «Bir Tatlı Huzur». За рассказ под названием «Foto Sabah Resimleri» она получила «Премию Халдуна Танера» и «Премию Саита Фаика» в следующем году.

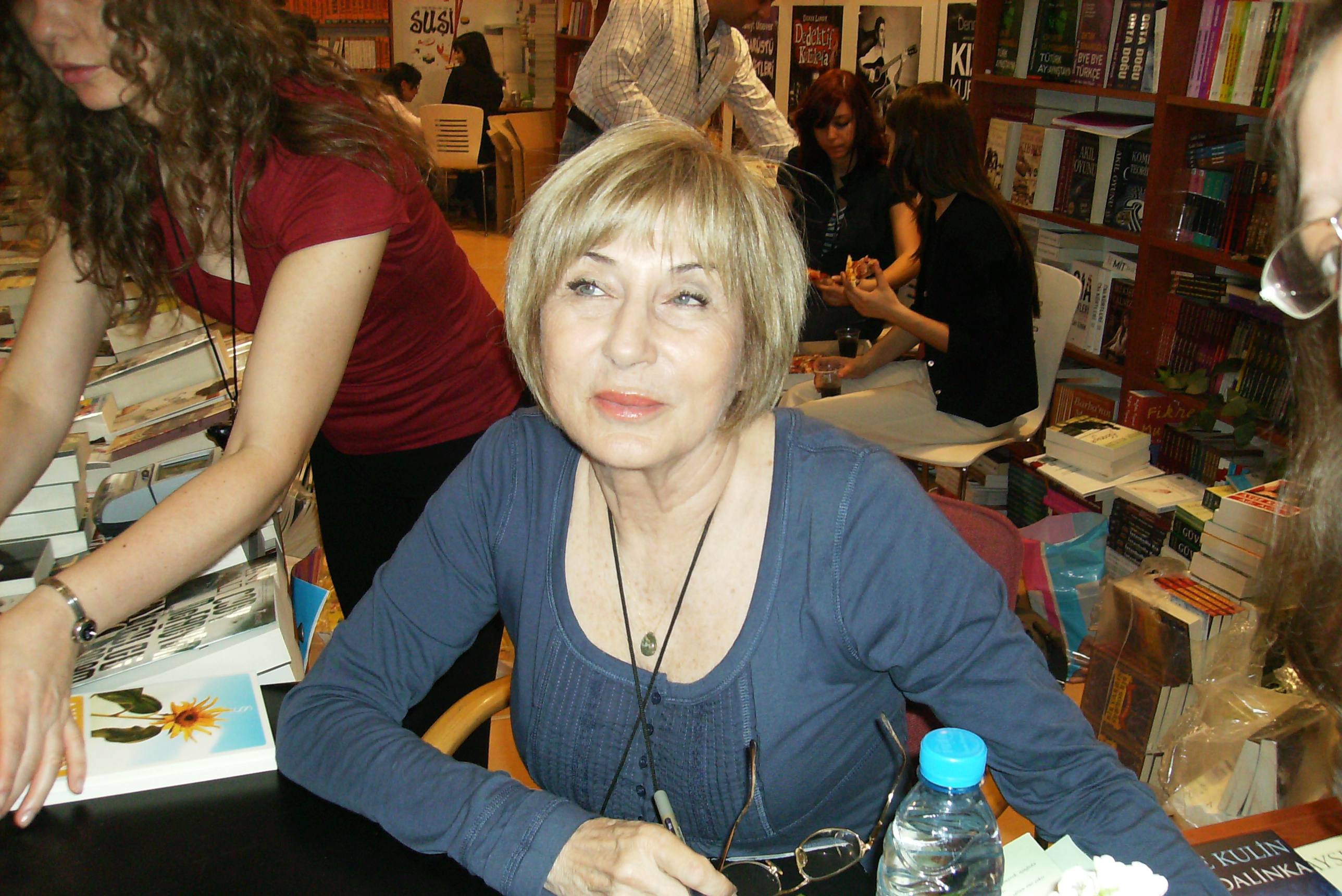
Айше Кулин (до 2009)

В 1997 году Стамбульский факультет коммуникации присудил ей звание «Писатель года» за биографический роман «Ади Айлин». В следующем году она получила ту же награду за рассказ «Гениш Заманлар». В ноябре 1999 года она написала роман «Севдалинка» о боснийской войне, а в 2000 году — биографический роман «Фюрейя». В июне 2001 года она выпустила роман под названием «Кепрю» о драме в восточных провинциях Турции и о том, как они повлияли на раннюю историю республики.
В мае 2002 года Кулин написал роман «Nefes Nefes'e» о турецких дипломатах, спасших жизни евреев во время Холокоста в ходе Второй мировой войны.
Она дважды была замужем, её последние романы «Хайят» и «Хюзун» описывают её жизнь с супругами Мехметом Сарпером и Эреном Кемахли. Оба брачных союза закончились разводами, но она родила от них четырёх сыновей.

## Избранная библиография
- Güneşe Dön Yüzünü, 1984
- Bir Tatlı Huzur, 1996
- Adı: Aylin, 1997
- Geniş Zamanlar, 1998
- Foto Sabah Resimleri, 1998
- Sevdalinka, 1999
- Füreya, 2000
- Köprü, 2001
- Nefes Nefese, 2002
- İçimde Kızıl Bir Gül Gibi, 2002
- Babama, 2002
- Kardelenler, 2004
- Gece Sesleri, 2004
- Bir Gün, 2005
- Bir Varmış Bir Yokmuş, 2007
- Veda, 2008
- Sit Nene`nin Masalları, 2008
- Umut, 2008
- Taş Duvar Açık Pencere, 2009
- Türkan, 2009
- Hayat – Dürbünümde Kırk Sene (1941–1964), 2011
- Hüzün – Dürbünümde Kırk Sene (1964–1983), 2011
- Gizli Anların Yolcusu, 2011
- Bora'nın Kitabı, 2012
- Dönüş, 2013
- Hayal, 2014
- Handan, 2014
- Tutsak Güneş, 2016